# Монастырь Алмаш
Монастырь Алмаш (рум. Mănăstirea Almaș) в честь всех святых — мужской монастырь Ясской архиепископии Румынской православной церкви в коммуне Гырчина Нямецкого жудеца.
Монастырь основан семьёй Василия и Марии Алмаш, которые были пастухами из окрестностей города Хацег и бежали от гонений со стороны венгерских кальвинистов. В 1659 году с помощью резешей они строят деревянный параклис Святого Николая, где разместили иконостас и иконы из церкви родного села. Вскоре татары разрушили параклис и убили Марию. Овдовевший Василий в Нямецком монастыре принимает монашество с именем Василий и был рукоположен в сан иеромонаха.
Восстановлен в 1715 году Екатериной Кантакузино, женой спатаря Иордаке Кантакузино. Мужской скит действовал до 1821 года, когда был разграблен членами «Филики Этерия». В том же 1821 году логофет Балш начинает восстанавливать скит и строит каменную церковь Всех Святых. В том же году в скит переселилась община монахинь, которую возглавляла Глаира (Холбан), а затем Сусанна (Стефанеску), сестра епископа Мелхиседека (Стефанеску).
В 1959 году скит закрыт властями, а монахини переселились в Агапию и Вэратек. 12 января 1987 года решением Молдавской и Сучавской митрополии возрождён как мужской скит в подчинении монастыря Хорайца, а настоятелем стал архимандрит Зиновий (Гидеску). 22 июня 1990 года Священный синод Румынской православной церкви наделил обитель статусом монастыря, а настоятелем стал архимандрит Лаврентий (Ницэ).